# Мінеральні ресурси Тихого океану
Мінеральні ресурси Тихого океану
У надрах Т.о. виявлені родов. нафти і газу, на дні — розсипи важких мінералів та інші корисні копалини. Осн. нафтогазоносні райони зосереджені на периферії океану.
З твердих виявлені і частково розробляються розсипні родовища магнетитових пісків (Японія, Півн. Америка), каситериту (Індонезія, Малайзія), золота і платини (узбережжя Аляски й інш.).
У відкритому океані виявлені великі скупчення глибоководних залізомарганцевих конкрецій, що містять також значну к-ть нікелю і міді (розлом Кларіон-Кліппертон).
На багатьох підводних горах і схилах океаніч. о-вів виявлені залізо-марганцеві кірки і конкреції, збагачені кобальтом і платиною.
У межах серединно-океанічних рифтів і в області задугового спредингу (в зах. частині Тихого океану) відкриті великі поклади сульфідних руд, що містять цинк, мідь, свинець і рідкісні метали (Східно-Тихоокеанське підняття, Галапагоський рифт).
На шельфах Каліфорнії і о. Нова Зеландія відомі родовища фосфоритів.
На мілководних ділянках шельфу виявлені і експлуатуються родов. нерудних корисних копалин.